# Nabil Louaar
 (janvier 2020).
Si vous disposez d'ouvrages ou d'articles de référence ou si vous connaissez des sites web de qualité traitant du thème abordé ici, merci de compléter l'article en donnant les références utiles à sa vérifiabilité et en les liant à la section « Notes et références ».
Œuvres principales
- Touareg des neiges (Roman, 2004)
- La burqa expliquée à ma mère (Roman, 2010)
- Perrier chantier de vies (Roman, 2011)

Nabil Louaar, né le 17 novembre 1973 à Annecy , en Haute-Savoie est un écrivain et réalisateur français. 
De parents algériens, il se définit lui-même comme « auteur français qui parle arabe avec l'accent savoyard ».

## Biographie
Nabil Louaar grandit à Seynod, banlieue d'Annecy (dite la « petite Venise des Alpes ») où dès vingt ans, il fonde l'association Point-Commun avec des amis du quartier, pour renforcer le lien social dans les milieux populaires. Il effectue son service militaire obligatoire à Canjuers (Haut-Var), puis  suit la faculté de Lettres à Nice et obtient le brevet d'état d'éducateur sportif à Voiron (Creps). Il mène alors plusieurs passions : le sport, l'écriture et l'audiovisuel. 
Répertorié par l'ARALD[Quoi ?] il est ainsi sollicité par les collèges et lycées de l'Hexagone pour partager son expérience d'auteur. Il développe aussi des projets audiovisuels et d'écriture avec les élèves depuis 2004, date de publication de Touareg des Neiges (en France et en Algérie). Dans ce premier roman très autobiographique, il décline avec humour et réalisme, ses thèmes de prédilection : la double culture, l'émancipation par l'accès à la culture et au sport, l'immigration, l'égalité des sexes, les discriminations.   
C'est le début d'un cheminement à multiples voies : deux romans à compte d'éditeur, puis deux autres ouvrages commandés par des villes, projets originaux consistant à « écrire une ville » ou l'une de ses facettes. Parallèlement, il réalise une trentaine de courts métrages et documentaires avec collégiens et lycéens. Il est par ailleurs joueur et entraîneur de handball. 
Il est élu maire-adjoint chargé de la « culture, l'éducation à la citoyenneté, le devoir de mémoire » à Annemasse, en 2014 (35 000 habitants, deuxième ville du département de la Haute-Savoie) En mars 2020, il est réélu pour un nouveau mandat de maire-adjoint, chargé de la culture, du sport, de l'évènementiel et de la vie associative. Il quitte toutefois ses fonctions de maire-adjoint en septembre 2022,.

## Œuvres

### Littérature
- Nabil Louaar, Touareg des neiges, éditions ANEP, 2004, 327 p. (ISBN 978-9961-768-20-4)[4],[5]
- Nabil Louaar. La Burqa expliquée à ma mère, Les Éditions de l'Arbre, 2010[6].
- Nabil Louaar, Perrier, chantier de vies, éditions Autre vue, 2011, 95 p. (ISBN 978-2-915688-36-8)[7]

### Cinéma
- 2023 : Enquête à Beaumont
- 2024 : Annemasse, quartiers libres (documentaire)[8],[9].